# Чехликовая плодовая моль
Чехликовая плодовая моль, или плодовая чехлоноска  (лат. Coleophora hemerobiella) — вид молевидных бабочек-чехлоносок (Coleophoridae).

## Распространение
Встречается в Западной Европе, средней и южной полосе Восточной Европы, Кавказе, Средней Азии и Казахстане.

## Описание
Мелкая молевидная бабочка. Размах крыльев 14 мм. У имаго беловатые передние крылья с темно-серыми крапинками и обычно черноватое пятно на уровне примерно трех четвертей. Взрослые особи летают в июле.
Гусеницы питаются на таких растениях как ирга, Chaenomeles, Cotoneaster bacillaris, Cotoneaster integerrimus, боярышник обыкновенный, айва, Malus x astracanica, яблоня ягодная, яблоня домашняя, Malus floribunda, Malus fusca, Malus ringo, Malus sylvestris, Mespilus germanica, черешня, алыча, вишня обыкновенная, слива домашняя, тёрн, груша обыкновенная, рябина круглолистная, рябина обыкновенная, рябина промежуточная, Spiraea x bumalda и x Spiraea vanhouttei. Осенью гусеницы образуют сложную листовую трубку. Ранней весной следующего года изготавливается трубчатый листовой корпус. Этот футляр достигает в длину около 10 мм и расположен вертикально на листе с углом около 90 °.
- Минированный лист
- Гусеница
- Чехлик